# Siegfried Mielke
Siegfried Mielke (* 28. April 1941 in Kremerbruch, Pommern) ist ein deutscher Politikwissenschaftler.

## Leben
Siegfried Mielke studierte von 1962 bis 1966 Politikwissenschaft, Politische Soziologie und Neuere Geschichte an der Freien Universität Berlin (FU Berlin). Er schloss sein Studium 1966 mit dem Diplom in Politikwissenschaft und im Nebenfach Neuere Geschichte ab.
In den Jahren von 1967 bis 1971 war er wissenschaftlicher Assistent von Ernst Fraenkel am Otto-Suhr-Institut der Freien Universität Berlin und wurde hier 1972 zum Dr. phil. promoviert.
Mielke lehrte am Otto-Suhr-Institut der FU Berlin von 1972 bis 1978 als Assistenzprofessor. 1972 bis 1974 war er Vorstandsmitglied bzw. Vorsitzender des Konzils der FU Berlin. Er habilitierte sich 1976 in Politikwissenschaft in Berlin. Seit 1979 war er Professor für Politikwissenschaft mit den Schwerpunkten Politische Systeme, Interessengruppen sowie Historische Grundlagen an der FU Berlin. Ab 1979 war Mielke mehrere (zweijährige) Wahlperioden geschäftsführender Direktor des Institutes für Innenpolitik und Komparatistik des Fachbereiches Politik- und Sozialwissenschaften der FU Berlin. Jahrelang hatte er das Amt des Vorsitzenden des Prüfungs- und Promotionsausschusses des Otto-Suhr-Institutes inne. Darüber hinaus war er von 1996 bis 2006 zusammen mit Bodo Zeuner Leiter der an dieses Institut angebundenen Arbeitsstelle Nationale und Internationale Gewerkschaftspolitik, in deren Leitungsgremien er bis heute aktiv ist. In den Jahren 1999, 2004 und 2005 war er geschäftsführender Direktor des Otto-Suhr-Institutes. Trotz seines Ruhestandes betätigt er sich weiterhin in Lehre und Forschung am Otto-Suhr-Institut.

## Forschung und Werk
Mielkes Schwerpunkte in der Lehre und Forschung waren in den letzten Jahrzehnten das politische System der Bundesrepublik Deutschland, Parlamentarismus auf Bundes- und Landesebene, Föderalismus sowie der vergleichenden Interessengruppenforschung. Die Entwicklung und die verfassungsrechtlichen Voraussetzungen der bundesdeutschen Landesparlamente sind in mehreren Schriften Mielkes Thema. Genauer hat er die Organisation, die politische und soziale Zusammensetzung und die Funktionswechsel der Landesparlamente untersucht. Daneben lag der Kern seiner Untersuchungen im Bereich der nationalen und internationalen Gewerkschaftsforschung. Zugleich beschäftigte sich Mielke mit der Entwicklung von Arbeitgeber- und Arbeitnehmerorganisationen, Pluralismus und Korporatismus, dem Widerstand gegen den Nationalsozialismus, dem System der Konzentrationslager und den sowjetischen Speziallagern in der Sowjetischen Besatzungszone nach 1945.
Ein erheblicher Teil der Publikationen Mielkes beschäftigt sich mit der Gewerkschaftsentwicklung in Deutschland – speziell mit der historischen Entwicklung und dem Neuaufbau der Gewerkschaften nach Ende des Zweiten Weltkriegs. Bei ihrer Forschungsarbeit untersucht die von Mielke geleitete Forschungsgruppe des Otto-Suhr-Instituts im Rahmen der Thematik „nationale und internationale Gewerkschaftspolitik“ auch den Bereich der politischen Regulierung der Arbeitsbeziehungen. Dabei handelt es sich um ein Forschungsfeld, das Aushandlungsprozesse zwischen Staat, Kapital und Arbeit – sowohl im politischen als auch im wirtschaftlichen System auf verschiedenen Handlungsebenen hinsichtlich der Normen, Regeln, Verfahren und Institutionen – umfasst. Mielke steht mit seinen Themenschwerpunkten „Gewerkschaftsentwicklung“ und „Arbeitsbeziehungen“ in einer langjährigen Forschungstradition des Otto-Suhr-Instituts, die unter anderem auf den Institutsgründer Otto Suhr zurückgeht. Diesen Namenspatron und seine Tätigkeit in der Gewerkschaftsbewegung hat Mielke gemeinsam mit Britta Herweg auch in einer Publikation vorgestellt. Überdies verfasste Mielke mit Peter Rütters rund 40 Beiträge für die Brockhaus-Enzyklopädie (19. und 20. Aufl.). Darunter sind vor allem Beiträge zu nationalen und internationalen gewerkschaftlichen Organisationen.
Eines seiner großen Forschungsprojekte widmet sich dem Thema „Widerstand, Verfolgung und Emigration von Gewerkschaftern/innen im Nationalsozialismus“. Dazu hat Mielke neben Aufsätzen und Quelleneditionen mit Stefan Heinz und Günter Morsch mehrere Monographien und biographische Handbücher herausgegeben. In den biografischen Sammelbänden werden Einzelschicksale von Gewerkschaftern, die während des NS-Regimes verfolgt wurden, dargestellt und in den historischen Rahmen eingeordnet. Seit 2012 sind Mielke und Heinz Herausgeber der Buchreihe „Gewerkschafter im Nationalsozialismus. Verfolgung – Widerstand – Emigration“ im Metropol Verlag.
Mit den Teilnehmern seiner Seminare zur Geschichte der NS-Konzentrationslager und sowjetischen Speziallager hat Mielke regelmäßig Exkursionen – unter anderem in die Gedenkstätten Buchenwald, Sachsenhausen und Ravensbrück – unternommen. Unter der Leitung von Mielke und Günter Morsch erarbeiteten Studierende zugleich zahlreiche Biographien von Häftlingen aus dem Konzentrationslager Sachsenhausen, die in mehreren Sammelbänden porträtiert werden. Im Rahmen von Lehrveranstaltungen Mielkes entstanden auch mehrere Ausstellungsprojekte, die sich mit der Verfolgung, dem Widerstand und der Emigration aus den Reihen der Arbeiter- bzw. Gewerkschaftsbewegung im Nationalsozialismus beschäftigen. Eine Internetausstellung, die in Zusammenarbeit mit der Stiftung Brandenburgische Gedenkstätten entstand, würdigt die politischen Häftlinge des Konzentrationslagers Oranienburg. Eine weitere Ausstellung, die in Kooperation mit der Gedenkstätte Deutscher Widerstand angefertigt wurde, und ein von Mielke herausgegebener Begleitband beschäftigen sich mit dem Widerstand von Dozenten und Studierenden der Deutschen Hochschule für Politik gegen den Nationalsozialismus. Eine andere Wanderausstellung und ein Begleitband porträtieren Gewerkschafter, die zwischen 1933 und 1945 in deutschen Konzentrationslagern inhaftiert waren.
Für seine „herausragende Lehre“ wurde Siegfried Mielke 2006 mit dem „LorBär“ am Otto-Suhr-Institut für Politikwissenschaft der Freien Universität Berlin ausgezeichnet.

## Schriften (Auswahl)

### Monografien
- Länderparlamentarismus (= Schriftenreihe der Bundeszentrale für Politische Bildung. Bd. 83). Bonn 1971.
- Der Hansa-Bund für Handel, Gewerbe und Industrie. Der gescheiterte Versuch einer antifeudalen Sammlungspolitik (= Kritische Studien zur Geschichtswissenschaft. Bd. 17). Vandenhoeck & Ruprecht, Göttingen 1976, ISBN 3-525-35968-3.
- Internationales Gewerkschafts-Handbuch. Leske und Budrich, Opladen 1983, ISBN 3-8100-0362-X.
- (mit Stefan Heinz): Eisenbahngewerkschafter im NS-Staat: Verfolgung – Widerstand – Emigration (1933–1945) (= Gewerkschafter im Nationalsozialismus. Verfolgung – Widerstand – Emigration. Bd. 7), Metropol Verlag, Berlin 2017, ISBN 978-3-86331-353-1.
- (mit Stefan Heinz): Alwin Brandes (1866–1949). Oppositioneller – Reformer – Widerstandskämpfer. Mit einem Vorwort von Jörg Hofmann (= Gewerkschafter im Nationalsozialismus. Verfolgung – Widerstand – Emigration. Bd. 9), Metropol Verlag, Berlin 2019, ISBN 978-3-86331-486-6.

### Herausgeberschaften
- Quellen zur Geschichte der deutschen Gewerkschaftsbewegung im 20. Jahrhundert, Band 5–8, Bund-Verlag, Köln 1987–1999, und Band 15, J. H. W. Dietz Nachf. Verlag, Bonn 2011.
- Gewerkschafter in den Konzentrationslagern Oranienburg und Sachsenhausen. Biographisches Handbuch, Bd. 1–4, Edition Hentrich und Metropol Verlag, Berlin 2002–2013, ISBN 3-89468-268-X (Bd. 1), ISBN 3-89468-275-2 (Bd. 2), ISBN 3-89468-280-9 (Bd. 3), ISBN 978-3-86331-148-3 (Bd. 4) [Bde. 2 und 3 hrsg. in Verbindung mit Günter Morsch, Bd. 4 hrsg. mit Stefan Heinz unter Mitarbeit von Julia Pietsch].
- (mit Werner Reutter): Länderparlamentarismus in Deutschland. Geschichte – Struktur – Funktionen, VS Verlag, Wiesbaden 2004 (2. durchgesehene und aktualisierte Auflage 2011), ISBN 978-3-531-18361-9.
- Gewerkschafterinnen im NS-Staat. Verfolgung, Widerstand, Emigration, Klartext, Essen 2008, ISBN 978-3-89861-914-1.
- (unter Mitarbeit von Marion Goers, Stefan Heinz, Matthias Oden, Sebastian Bödecker): Einzigartig – Dozenten, Studierende und Repräsentanten der Deutschen Hochschule für Politik (1920–1933) im Widerstand gegen den Nationalsozialismus, Lukas Verlag, Berlin 2008, ISBN 978-3-86732-032-0.
- (mit Günter Morsch): „Seid wachsam, dass über Deutschland nie wieder die Nacht hereinbricht.“ Gewerkschafter in Konzentrationslagern 1933–1945. Begleitband zur Ausstellung der Stiftung Brandenburgische Gedenkstätten, der Arbeitsstelle Nationale und Internationale Gewerkschaftspolitik der FU Berlin und der Hans-Böckler-Stiftung, Metropol Verlag, Berlin 2011, ISBN 978-3-86331-031-8.
- (mit Stefan Heinz unter Mitarbeit von Marion Goers): Funktionäre des Deutschen Metallarbeiterverbandes im NS-Staat. Widerstand und Verfolgung (= Gewerkschafter im Nationalsozialismus. Verfolgung – Widerstand – Emigration, Bd. 1), Metropol Verlag, Berlin 2012, ISBN 978-3-86331-059-2.
- (mit Stefan Heinz): Funktionäre des Einheitsverbandes der Metallarbeiter Berlins im NS-Staat. Widerstand und Verfolgung (= Gewerkschafter im Nationalsozialismus. Verfolgung – Widerstand – Emigration, Bd. 2), Metropol Verlag, Berlin 2012, ISBN 978-3-86331-062-2.
- (mit Stefan Heinz unter Mitarbeit von Julia Pietsch): Emigrierte Metallgewerkschafter im Kampf gegen das NS-Regime (= Gewerkschafter im Nationalsozialismus. Verfolgung – Widerstand – Emigration, Bd. 3), Metropol Verlag, Berlin 2014, ISBN 978-3-86331-210-7.
- (unter Mitarbeit von Marion Goers): Gewerkschafterinnen im NS-Staat. Biografisches Handbuch, Band 2 (= Gewerkschafter im Nationalsozialismus. Verfolgung – Widerstand – Emigration, Bd. 10), Metropol Verlag, Berlin 2022, ISBN 978-3-86331-633-4.